# Bloody Murder
Bloody Murder (No Brasil: O Massacre) é um filme de terror teen escrito por John R. Stevenson e dirigido por Ralpf S. Portillo. Foi lançado em 12 de setembro de 2000. O filme foi muito criticado desde o seu lançamento por ser um plágio de Sexta-feira 13.

## Sinopse
O medo toma conta de um acampamento de verão quando um misterioso mascarado começa a assassinar os jovens que trabalham no local.

## Elenco
- Jessica Morris como Julie 'Jewels' McConnell
- Peter Guillemette como Patrick / Nelson Hammond
- Patrick Cavanaugh como Tobe
- Tracy Pacheco como Whitney 'Whit' Chambers

## Curiosidades
- Jessica Morris declarou em uma entrevista sobre seu papel como Julie ela disse que detestava este filme.[carece de fontes?]